# ناحیه هوم‌ستید، میشیگان
ناحیه هوم‌ستید (به انگلیسی: Homestead Township) یک منطقهٔ مسکونی در ایالات متحده آمریکا است که در شهرستان بنزی واقع شده‌است.
 ناحیه هوم‌ستید ۷۸٫۴ کیلومتر مربع مساحت و ۲٬۳۵۷ نفر جمعیت دارد و ۱۹۴ متر بالاتر از سطح دریا واقع شده‌است.